# Debreceni Orvostudományi Egyetem
A Debreceni Orvostudományi Egyetem (rövidítve: DOTE) 1951 és 1999 utolsó napja között önállóan működő orvosképző intézmény volt Debrecenben. 2000. január 1-től a Debreceni Egyetem Általános Orvostudományi Karaként működik.

## Története

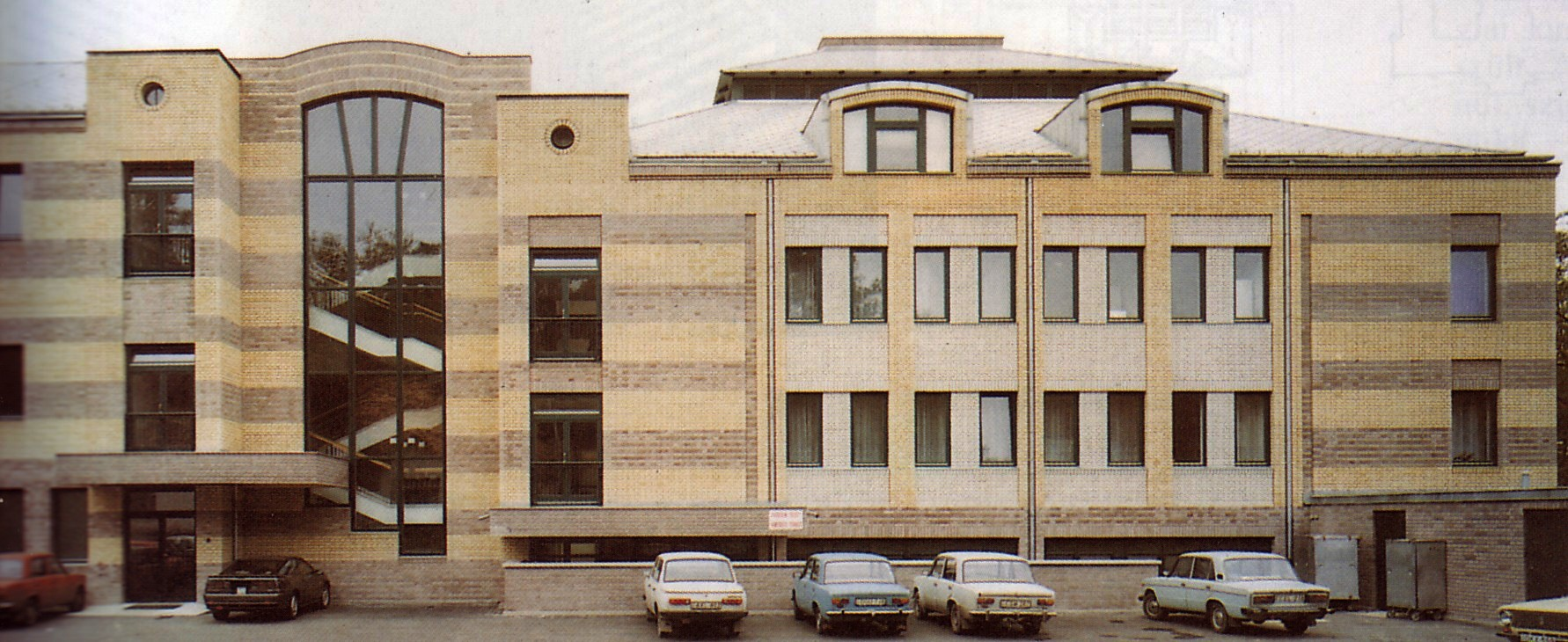
A DOTE Szívsebészeti központja

A debreceni orvosképzést az egyetem a Debreceni Református Kollégiumig vezeti vissza, ahol Hatvani István orvosi biokémiát oktatott. Kenézy Gyula kezdeményezésére az 1914-ben megnyílt Debreceni Magyar Királyi Tudományegyetemen a medikusok oktatása 1921. november 4-én kezdődött az orvosi karon.  Önálló orvosegyetem azonban csak 1951. február 1-től működik, amikor az akkor már Kossuth Lajos Tudományegyetemként működő intézményből egy minisztertanácsi rendelettel különálló szervezeti egységet hoztak létre: a Debreceni Orvostudományi Egyetemet.
1977-ben jött létre a fogorvosi szak, 1990. szeptember 1-jén pedig Nyíregyházán nyílt egészségügyi főiskolai kar, mely ma a Debreceni Egyetem Egészségügyi Karaként működik. 1987-ben angol nyelvű képzést indított az egyetem, 1995-től pedig az egyetemi doktori habilitáció révén PhD fokozat is szerezhető.
A felsőoktatási integráció következtében az addig önálló egyetem 2000. január 1-jével a Debreceni Egyetembe olvadt, és annak Általános Orvostudományi Karaként működik.

## Rektorai
- Kulin László (1958-1959)
- Kesztyűs Loránd (1959-1963)
- Juhász Pál (1963-1967)
- Kesztyűs Loránd (1967-1973)
- Szabó Gábor (1973-1979)
- Karmazsin László (1979-1985)
- Leövey András (1985-1991)
- Gergely Lajos (1991-1995)
- Muszbek László (1995-1999)